# یواس‌اس سومرز (۱۸۴۲)
یواس‌اس سومرز (۱۸۴۲) (به انگلیسی: USS Somers (1842)) یک کشتی بود که طول آن ۱۰۰ فوت (۳۰ متر) بود. این کشتی در سال ۱۸۴۲ ساخته شد.